# Comment je vis
Albums de Erik Arnaud
© 1998 Amerik
Comment je vis est le deuxième album d'Erik Arnaud sorti le 5 février 2002 sur le label Labels.
Il a été réalisé par Monte Vallier, et enregistré au studio Le Pressoir par Monte Vallier, assisté de Lionel Arnal-Naya et au studio Funtion 8 sauf 11 enregistré par Fabien Pochet au studio Caraîbes.
Mixé au studio Torino 500 par Monte Vallier et Erik Arnaud.

Paroles et musiques d'Erik Arnaud sauf 3 et 11 arrangements de François Poggio, 6 d'Erik Arnaud, 7 d'Erik Arnaud et François Poggio.
- Erik Arnaud (chant, guitares)
- François Poggio (guitare, basse)
- Charlie Poggio (batterie)
- Guillaume Pervieux (basse)
- Cédric Leroux (batterie)
- Monte Vallier (clavier).

2001 - Labels, 03098

## Morceaux
| No  | Titre                 | Durée |
| --- | --------------------- | ----- |
| 1.  | Comment je vis        |       |
| 2.  | Devenir folle         |       |
| 3.  | HLM                   |       |
| 4.  | Je vis à 50 %         |       |
| 5.  | French musique        |       |
| 6.  | Best of               |       |
| 7.  | Comme au cinéma       |       |
| 8.  | Fais comme on t'a dit |       |
| 9.  | Le cirque             |       |
| 10. | Jalousies             |       |
| 11. | Village               |       |
| 12. | Mécaniques            |       |